# Bistum Kondoa
Das Bistum Kondoa (lat.: Dioecesis Kondoaënsis) ist eine in Tansania gelegene römisch-katholische Diözese mit Sitz in Kondoa.

## Geschichte
Das Bistum Kondoa wurde am 12. März 2011 durch Papst Benedikt XVI. mit der Apostolischen Konstitution Cum ad provehendam aus Gebietsabtretungen des Bistums Dodoma errichtet und dem Erzbistum Daressalam als Suffraganbistum unterstellt. Erster Bischof wurde Bernardin Mfumbusa.
Am 6. November 2014 wurde das Bistum Kondoa dem Erzbistum Dodoma als Suffraganbistum unterstellt.